# (34002) Movsesian
2000 OD6 (asteroide 34002) é um asteroide da cintura principal. Possui uma excentricidade de 0.05206260 e uma inclinação de 5.64822º.
Este asteroide foi descoberto no dia 24 de julho de 2000 por LINEAR em Socorro.